# Ancistrus falconensis
Ancistrus falconensis är en fiskart som beskrevs av Taphorn, Armbruster och Rodríguez-olarte 2010. Ancistrus falconensis ingår i släktet Ancistrus och familjen Loricariidae. Inga underarter finns listade i Catalogue of Life.